# Красноборский переулок
Краснобо́рский переу́лок — переулок в Центральном районе Санкт-Петербурга. Проходит от 5-й Советской улицы до 7-й Советской улицы. На пересечении с 6-й Советской улицей находится квадратная площадь (бывшая Рождественская) с Рождественской церковью.

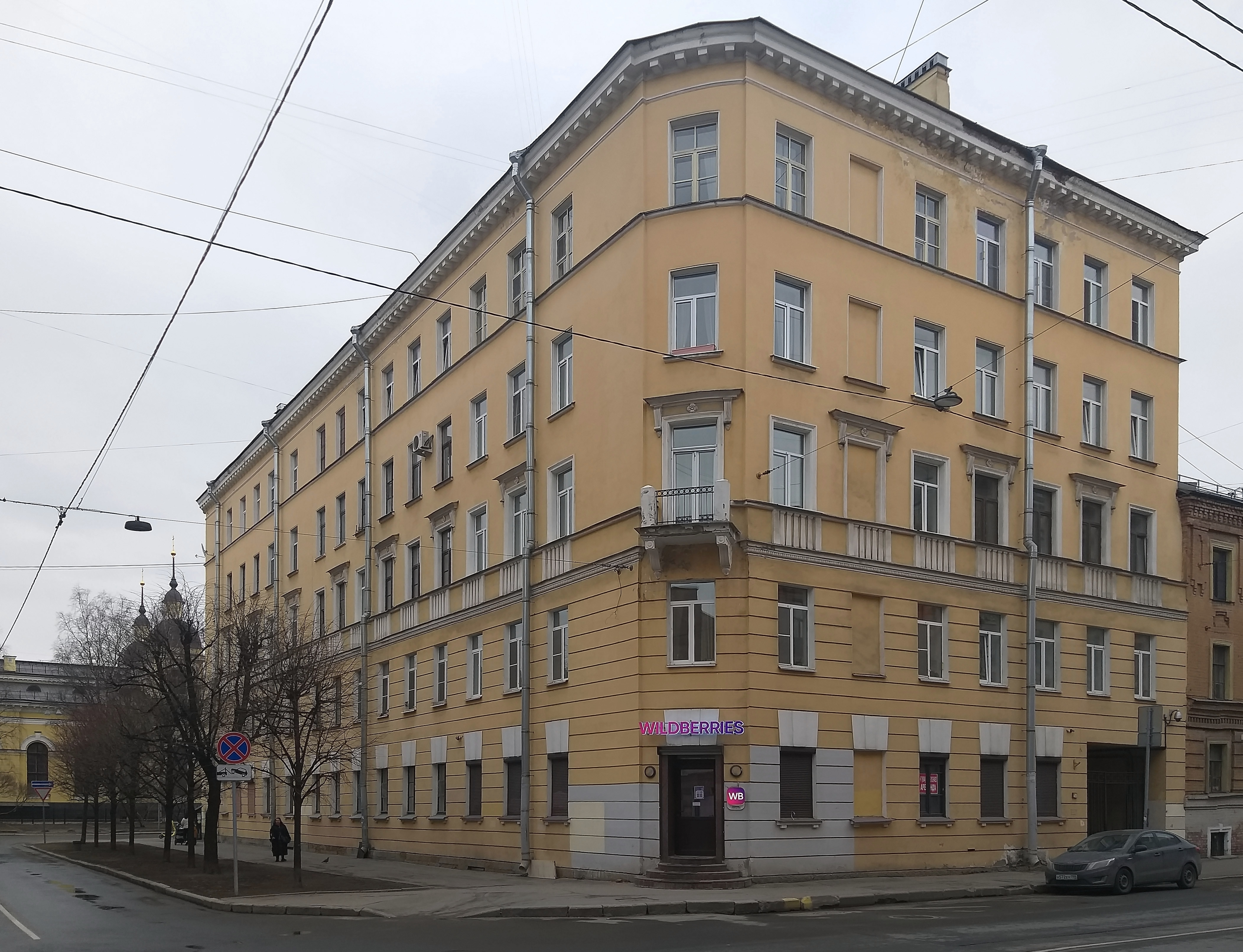
Дом на углу 7-й Советской и Красноборского пер. (6-я Советская, 18)
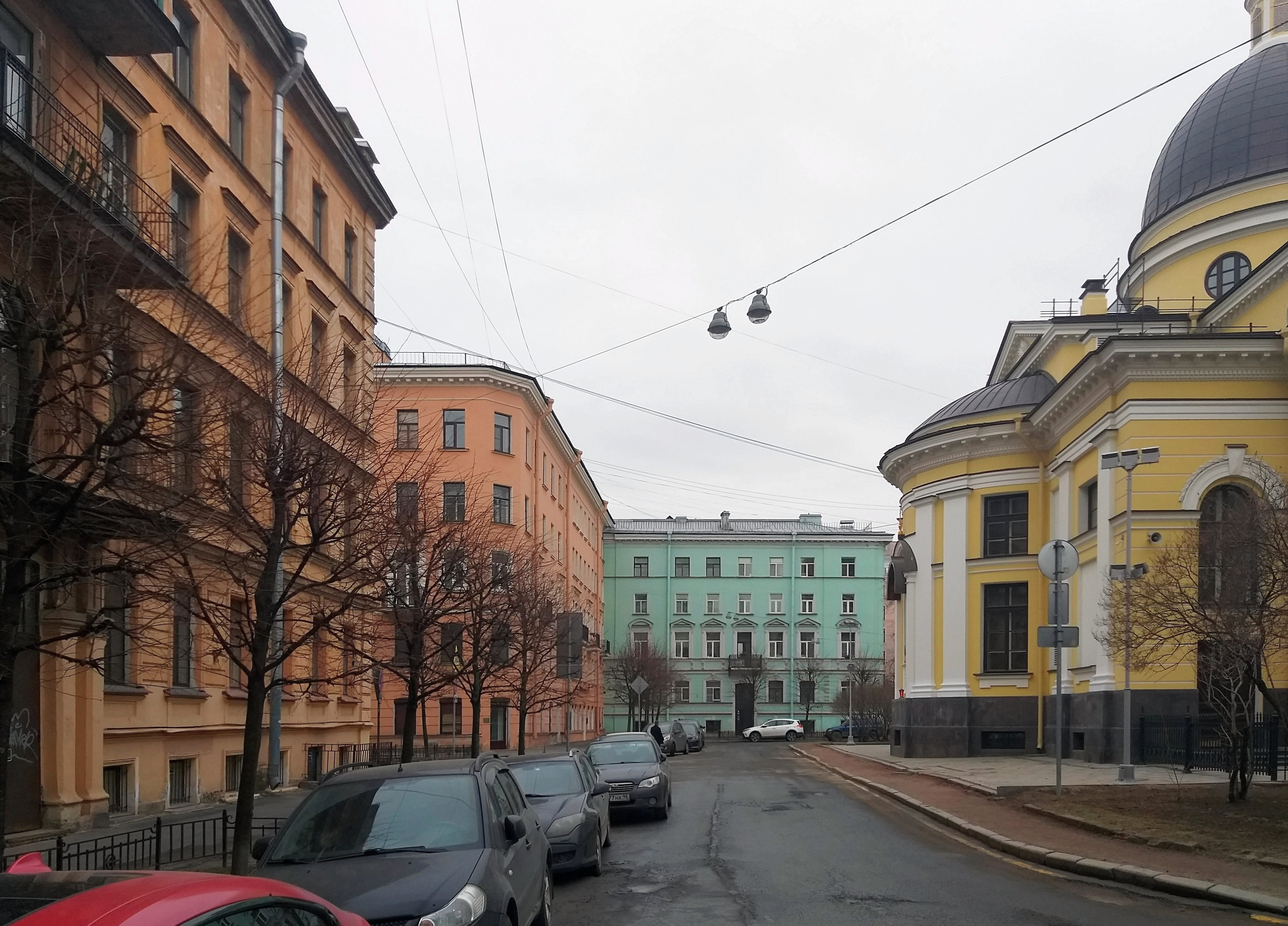
Красноборский пер. у пересечения с 6-й Советской
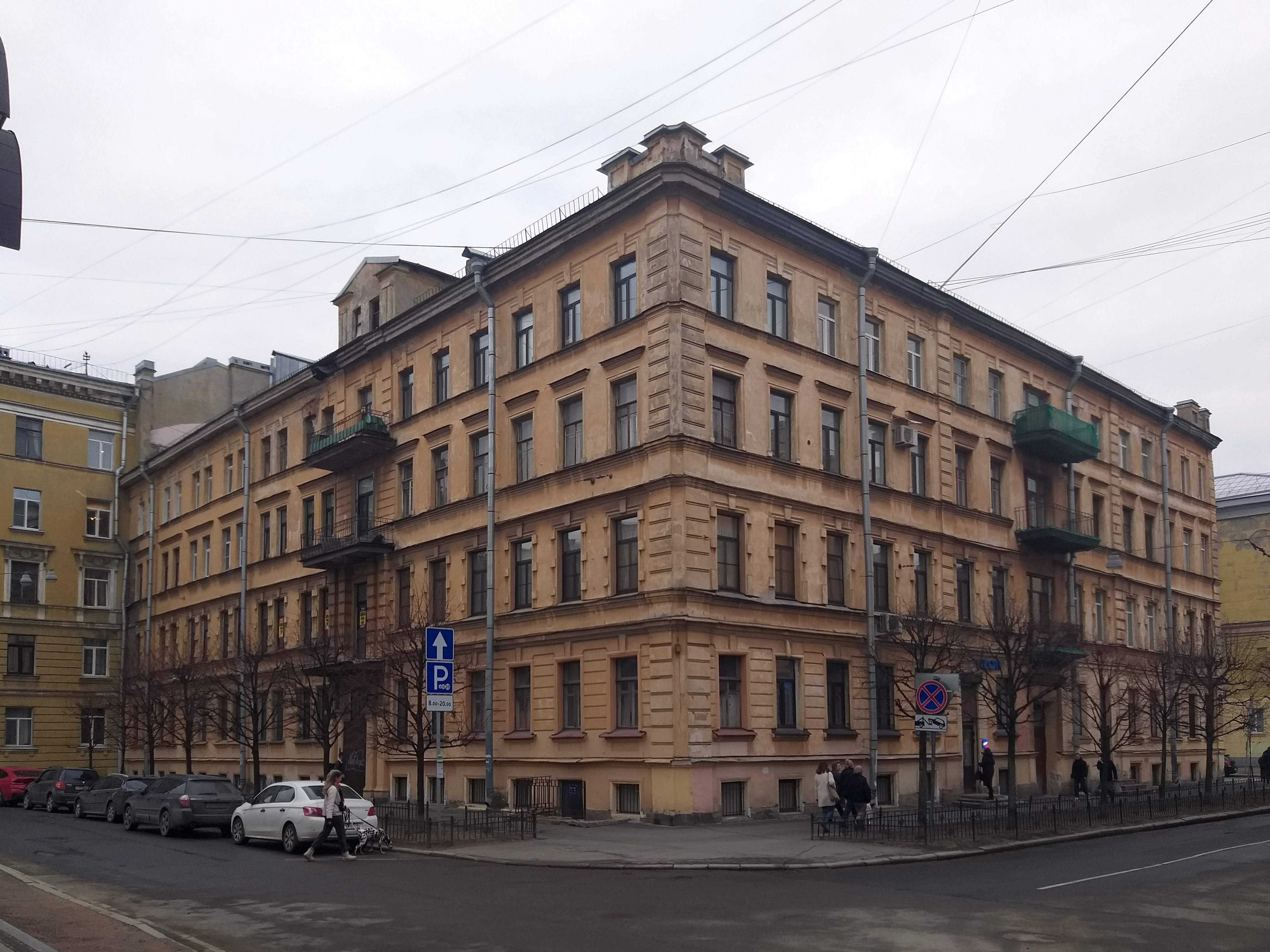
Дом на углу Красноборского пер. и 6-й Советской (6-я Советская, 22/22)
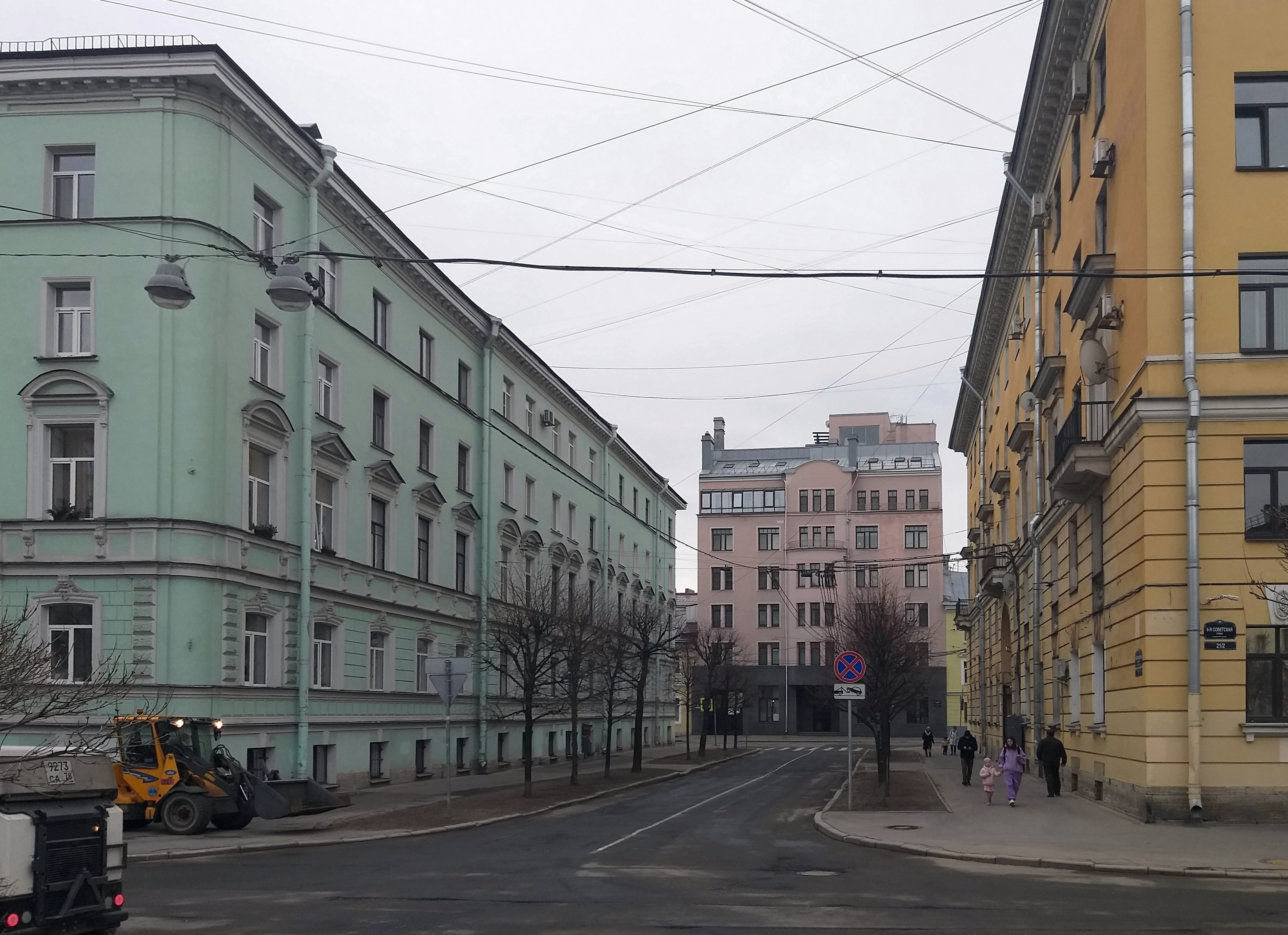
Вид от Рождественской церкви в сторону 5-й Советской
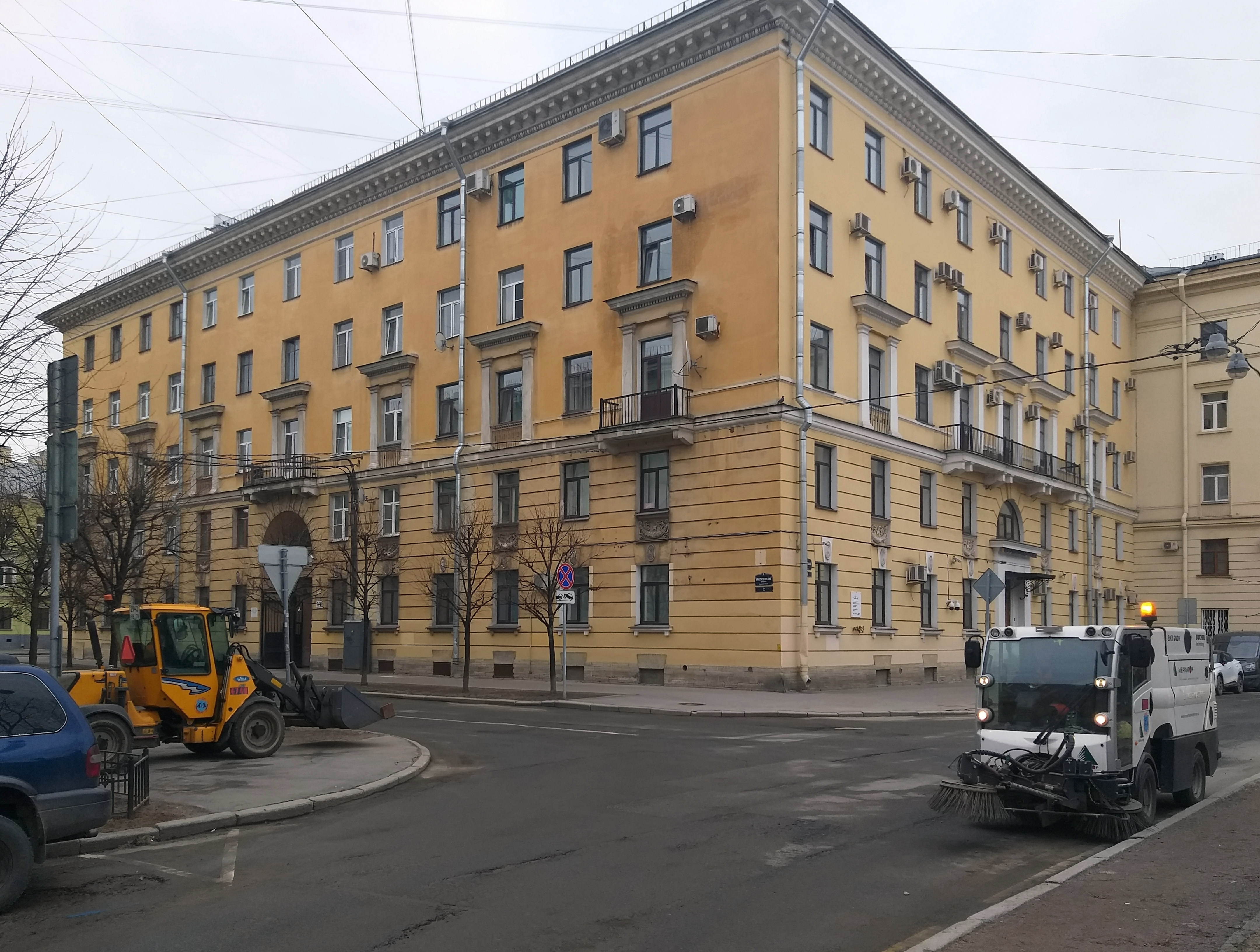
Красноборский пер., 2

## История переименований
- Первоначально — Церковный переулок. Название известно с 1843 года. Дано по Церкви Рождества Христова (не сохранилась), находившейся на месте сквера.
- 16 апреля 1887 года присвоено название Рождественский переулок. Происходит от названия Рождественских улиц (ныне Советские).
- Современное название дано 15 декабря 1952 года по ст. Красный Бор в ряду улиц, названных в память об освобождении советских населённых пунктов в годы Великой Отечественной войны.